# Eusthenica
Eusthenica é um gênero de mariposa pertencente à família Acrolepiidae.